# جائزة غرامي لأفضل ألبوم حضري معاصر
جائزة الغرامي لأفضل ألبوم حضري معاصر (بالإنجليزية: Grammy Award for best Urban Contemporary Album)‏ هي جائزة تقدمها الأكاديمية الوطنية لتسجيل الفنون والعلوم (NARAS) سنويا ضمن حفل توزيع جوائز الغرامي،لأفضل أغاني R&B المعاصر.
| السنة[I] | المغني        | العمل                      | الترشيح                             | المراجع     |
| -------- | ------------- | -------------------------- | ----------------------------------- | ----------- |
| 2013     | فرانك أوشن    | Channel Orange             | - كريس براون – Fortune              | [ 1 ] [ 2 ] |
| 2014 ‏    | ريانا         | أنوبولوجيتيك (ألبوم ريانا) | - Salaam Remi – One: In the Chamber | [ 3 ]       |
| 2015     | فاريل ويليامز | GIRL                       | - Mali Music – Mali Is...           | [ 4 ]       |
| 2016     | ذا ويكند      | الجمال وراء الجنون         | - The Internet – Ego Death          | [ 5 ]       |
| 2017     | بيونسيه       | Lemonade                   | - ريانا – أنتاي (ألبوم ريانا)       | [ 6 ]       |
| 2018     | سيُعلن لاحقاً   | سيُعلن لاحقاً                | - ذا ويكند – ستاربوي                | [ 7 ]       |